# Лас-Вегас Рэйдерс
«Лас-Вегас Рэ́йдерс» (англ. Las Vegas Raiders) — профессиональный клуб по американскому футболу из города Лас-Вегас, штата Невада, выступающий в Национальной футбольной лиге (западный дивизион Американской футбольной конференции). Клуб был основан 30 января 1960 года.
Команда покинула Окленд, чтобы играть в Лос-Анджелесе, штат Калифорния, с сезона 1982 года до сезона 1994 года, затем снова вернулась в Окленд в начале сезона 1995 года. 27 марта 2017 владельцы клуба почти единогласно проголосовали за переезд команды из Окленда в Лас-Вегас, штат Невада. Las Vegas Raiders переехали в 2020 году. Переезду посвящён документальный фильм 2021 года «Al Davis vs. the NFL» из цикла 30 событий за 30 лет телеканала ESPN.
Рэйдерс выделяются обширной фан-базой и самобытной культурой. 14 бывших игроков клуба были включены в Зал славы профессионального американского футбола.

## История

### Социальное разнообразие
Команда за свою историю неоднократно была первопроходцем в вопросе разнообразия:
- квотербек «Рейдерс» в первый сезон Том Флорес являлся первым латиноамериканцем на этой позиции в профессиональном футболе (через 20 лет на посту главного тренера «Рэйдерс» он будет первым главным тренером-латиноамериканцем, завоевавшим Супербоул).
- в 1968 году Элдридж Дики стал первым чернокожим квотербеком, выбранным в первом раунде (хотя они сразу же перевели его на позицию ресивера).
- перед сезоном 1990 года Арт Шелл был первым чернокожим главным тренером в истории НФЛ, работающим на постоянной основе.
- в 1997 году Эми Траск стала первой женщиной-генеральным директором.
- в 2022 году франшиза наняла Сандру Дуглас Морган президентом команды, ставшей первой чернокожей женщиной на этом посту.
- в октябре 2023 года Антонио Пирс и Чэмп Келли стали временным главным тренером и генеральным менеджером, тем самым «Рейдерс» стали первой командой в истории НФЛ с чернокожими главным тренером, генеральным менеджером и президентом.

## Названия
- Окленд Рэйдерс (1960—1981)
- Лос-Анджелес Рэйдерс (1982—1994)
- Окленд Рэйдерс (1995—2020)
- Лас-Вегас Рэйдерс (2020-н.в.)

## Достижения
Победители чемпионата лиги (4)
- Победители чемпионата АФЛ (1)
  - 1967
- Победители Супербоула (3)
  - 1976 (XI), 1980 (XV), 1983 (XVIII)

Победители конференции (4)
- АФК: 1976, 1980, 1983, 2002

Победители дивизиона (15)
- Запад АФЛ: 1967, 1968, 1969
- Запад АФК: 1970, 1972, 1973, 1974, 1975, 1976, 1983, 1985, 1990, 2000, 2001, 2002

## Противостояния
Существую следующие дерби :
- Дивизионные
  - «Канзас-Сити Чифс» — один из самых знаковых и давних врагов «Рэйдерс» в дивизионе, соперничество между которыми восходит к самым ранним дням АФЛ. Общий счёт в серии 75-55-2 в пользу «Чифс», что делает их единственной командой в дивизионе, против которой у «Рэйдерс» поражений больше чем побед[2].
  - «Денвер Бронкос» — одно из самых жарких и известных соперничеств в истории НФЛ. Две команды встречались в Monday Night Football в общей сложности 19 раз, что делает это самым частым матчем Monday Night в истории НФЛ[3]. Статистика игр: 73-56-2 в пользу «Рэйдерс»[4].
  - «Лос-Анджелес Чарджерс» — статистика игр: 69-60-2 в пользу «Рэйдерс»[5].
- Конференциональные.
  - «Питтсбург Стилерз» — соперничество было чрезвычайно интенсивным в 1970-х годах, и многие считают его одним из самых жестоких в истории профессионального футбола. С 1972 по 1976 год команды встречались в плей-офф пять раз подряд, включая три последовательных матча за звание чемпиона АФК. Соперничество достигло своего пика в конце 1980-х годов, затем из-за менее частых встреч подостыло, затем снова возобновилось в конце 1990-х годов, прежде чем снова остыть. Четыре последних матча между «Рэйдерс» и «» напомнили об истории соперничества, полной ожесточенности и тесной конкуренции. К сезону 2024 года статистика серии: 17-16 в пользу «Рэйдерс»[6].
  - «Нью-Ингленд Пэтриотс» — соперничество между двумя командами восходит к их участию в АФЛ, но усилилось во время предсезонной игры 1978 года, когда принимающий «Пэтриотс» Дэррил Стингли был навсегда парализован после жестокого удара, нанесенного свободным сейфти «Рэйдерс» Джеком Тейтумом[7]. По состоянию на сезон 2024 года «Пэтриотс» лидируют в серии со счетом 20-17-1[8].